# 515 هـ
515 هـ هي سنة في التقويم الهجري امتدت مقابلةً في التقويم الميلادي بين سنتي 1121 و1122.

## مواليد
- أبو الفتوح العجلي
- ابن أرفع رأس
- ابن رواحة الحموي

## وفيات
- أبو القاسم بن الجد
- مسعود سعد سلمان

- ابن القطاع الصقلي